# Gran peste de Viena

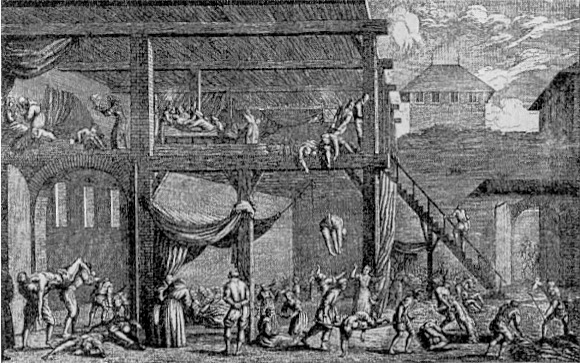
Imagen de un hospital de Viena en 1679 con enfermos de peste. Grabado de la época.

La gran peste de Viena fue una epidemia que tuvo lugar en 1679 en la ciudad austriaca de Viena, residencia imperial de los Habsburgo austriacos. A partir de las descripciones contemporáneas a la epidemia, se cree que se trató de una epidemia de peste negra o bubónica, provocada por la bacteria Yersinia pestis, que es portada por pulgas asociadas a las ratas negras y otros roedores. La población fue mermada por la peste, subiendo el número de víctimas a 76.000 habitantes.

## La epidemia en Viena
Viena, situada a orillas del Danubio, era un importante cruce de caminos entre el este y el oeste, con un importante tráfico de mercancías y viajeros. Como consecuencia, la ciudad había sufrido brotes episódicos de peste desde la primera oleada de la Peste Negra en el siglo XIV que afectó a casi toda Europa. Viena era una ciudad con una elevada densidad de población y edificios. La ciudad no contaba con alcantarillado o servicios de drenaje y había montones hediondos de basura doméstica en las calles. Además, los almacenes de mercancías, que contenían ropa, alfombras y grano, en ocasiones durante meses, estaban infestados con ratas. Las condiciones sanitarias de la ciudad eran consideradas tan insalubres y sucias, incluso para la época, que la peste era llamada en ocasiones "Muerte vienesa" en otras partes de Europa.
La Hermandad de la Santísima Trinidad, orden religiosa presente en la ciudad, creó hospitales especiales tanto para niños como para adultos durante la epidemia de 1679. El cuidado ofrecido en estos hospitales era simple, pero generalmente una importante mejora respecto a las otras medidas sanitarias y médicas que existían en la ciudad. Los médicos trataban a los pacientes usando eméticos, sangrías y pomadas nocivas. Los cadáveres de los fallecidos eran transportados en carro fuera de la ciudad y dejados en grandes hoyos para su quema. Sin embargo, los hoyos con los cadáveres quedaban expuestos al aire durante varios días hasta que estaban llenos, permitiendo que la infección se propagara a la población de roedores de la ciudad.

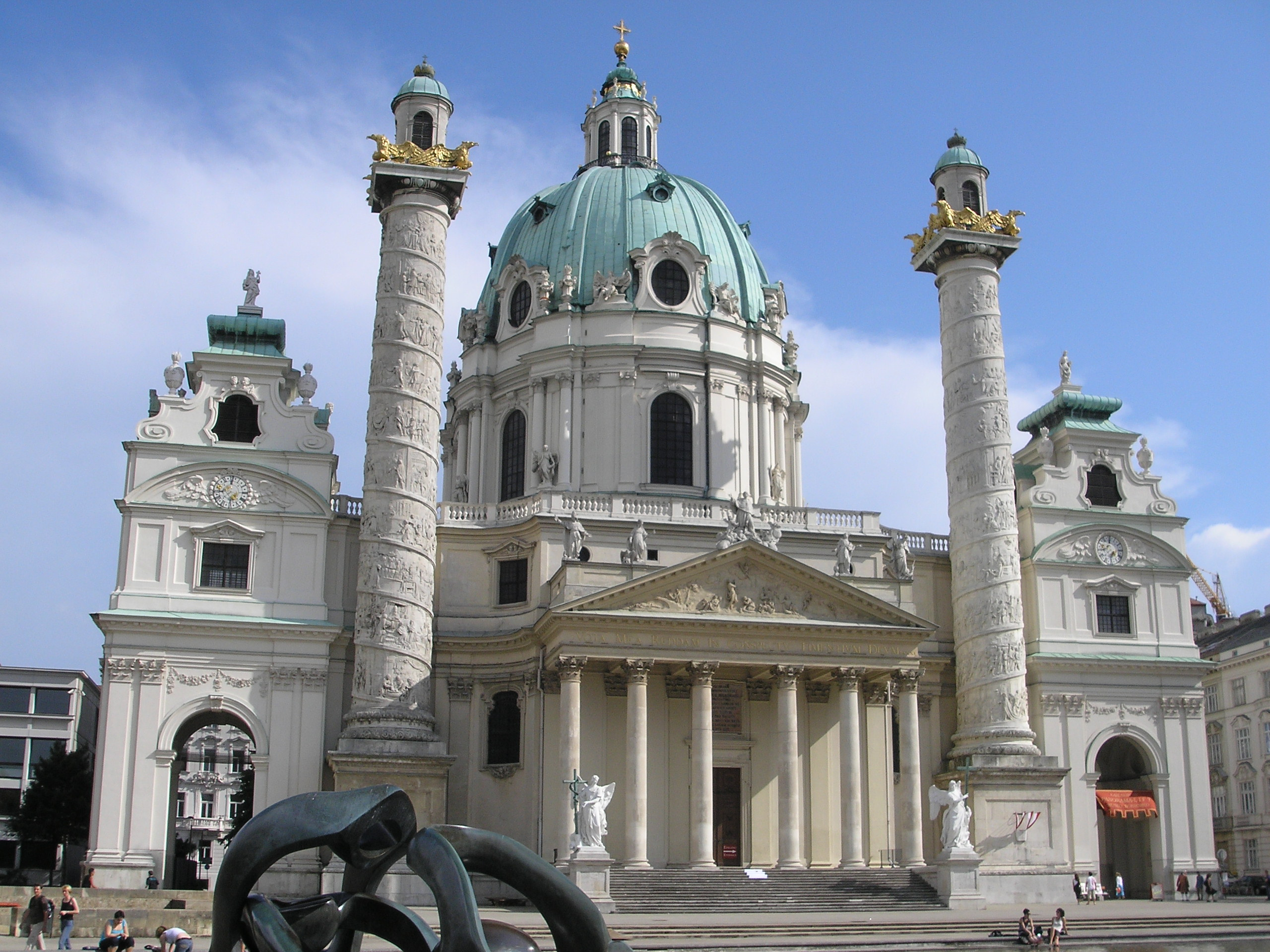
La Iglesia de San Carlos Borromeo fue erigida para conmemorar la salvación de la ciudad de las epidemias de peste después de la última epidemia en 1716

Para conmemorar la liberación de la ciudad de la Gran peste y de otras oleadas posteriores, los vieneses erigieron monumentos conmemorativos, como la iglesia barroca de San Carlos Borromeo con las columnas de conocidas como Pestsäule, de 21 metros de altura.

## Otras epidemias en la región
Lo que llegó a ser conocido como la "Gran peste de Viena" no era más que un brote más de una epidemia de peste mayor que azotó Alemania, Austria, Bohemia y las regiones cercanas. Parece que la epidemia llegó a la región desde dos lugares distintos. La peste había estado afectando Europa occidental durante muchos años, expandiéndose hacia el este gracias a las rutas comerciales. La Gran peste de Londres de 1664-1665, que se cree que se originó en los Países Bajos en los años 1650, acabó con la vida de unas 100.000 personas, fue la peor epidemia en una serie de brotes. En 1666 una grave peste irrumpió en Colonia y la zona del Rin y se prolongó hasta 1670 en la región. En los Países Bajos hubo una peste entre 1667 y 1669, pero no hay noticias definitivas de ella después de 1672. Francia también sufrió una epidemia de peste en 1668.
Entre los años 1675 y 1684 se originó una nueva peste en el Imperio otomano que se extendió progresivamente hacia el norte a través del Norte de África, Bohemia, Polonia, Hungría, Austria y Sajonia. En la isla de Malta perecieron 11.000 personas en 1675.
La peste de Viena de 1679 fue de una gran gravedad, causando al menos 76.000 víctimas mortales. Otros centros urbanos de la zona tuvieron unas pérdidas humanas similares. Por ejemplo, en Praga murieron en 1681 83.000 habitantes. Dresde fue afectada en 1680, Magdeburgo y Halle en 1682; en esta última murieron 4.397 personas sobre una población de unos 10 000 habitantes. Muchas otras ciudades del norte de Alemania padecieron la peste durante este periodo, pero la peste desapareció de Alemania en 1683 hasta el nuevo brote de 1707.

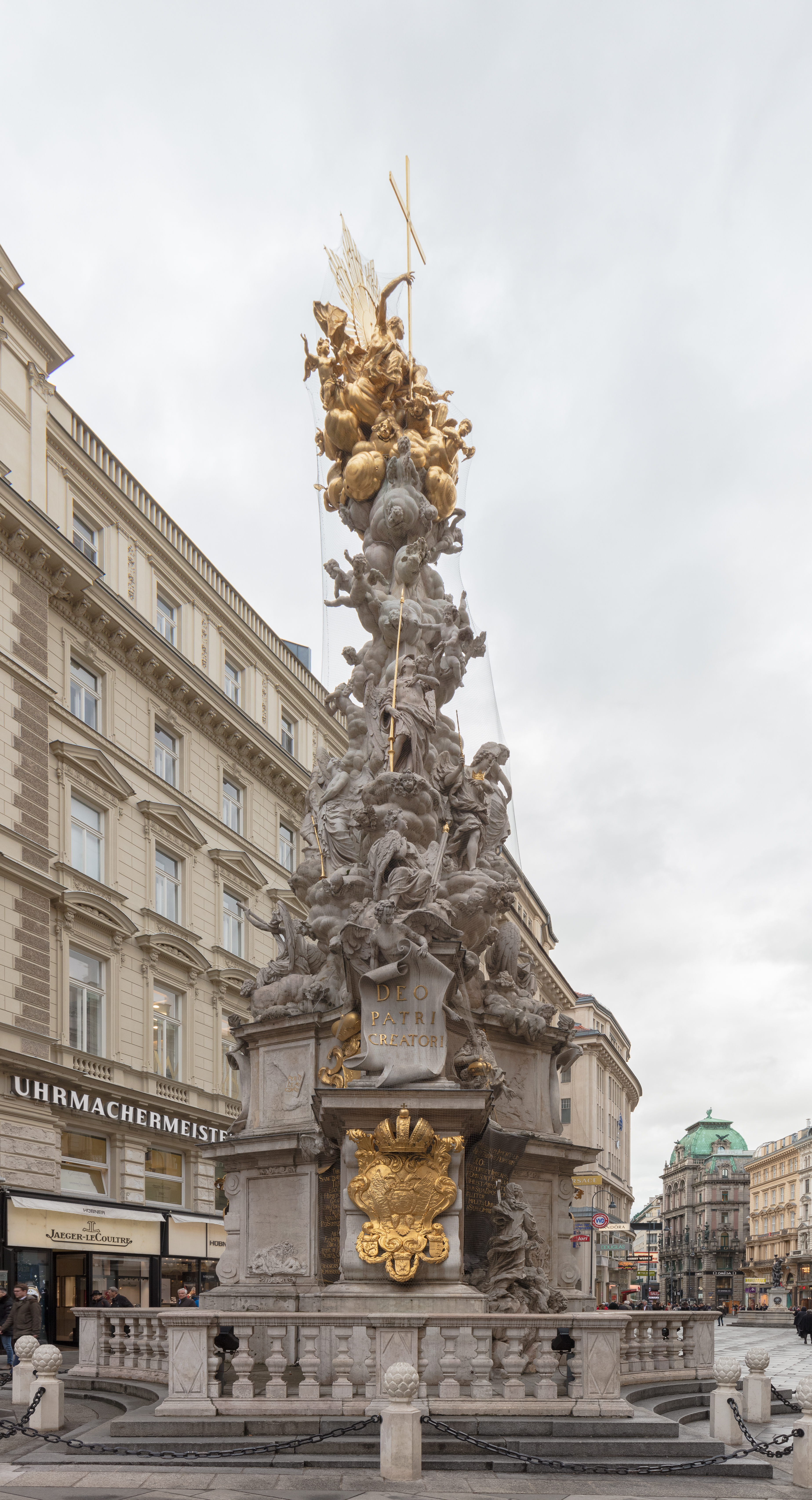
Columna de la peste (Pestsäule) de Viena.

## Lieber Augustin
Durante la Gran peste de 1679 surgió la figura legendaria de Lieber Augustin ("Querido Augustin"). Augustin era un popular músico callejero, que según la leyenda, una noche, estando borracho, cayó en un hoyo que contenía cadáveres de las víctimas de la peste. Augustin no contrajo la enfermedad debido a la influencia del alcohol. Augustin es recordado en la cultura popular con la canción "Oh du lieber Augustin".